# Nikolái Korolkov
Nikolái Pávlovich Korolkov (en ruso: Николай Павлович Корольков; Rostov del Don, Unión Soviética, 28 de noviembre de 1946-5 de julio de 2024) fue un jinete soviético que compitió en la modalidad de salto ecuestre.
Participó en los Juegos Olímpicos de Moscú 1980, obteniendo dos medallas, oro en la prueba por equipos (junto con Viacheslav Chukanov, Viktor Poganovski, Viktor Asmayev) y plata en la individual.
Por su triunfo olímpico, fue condecorado con la Orden de la Insignia de Honor y la Medalla de los Trabajadores Distinguidos.

## Palmarés internacional
| Juegos Olímpicos | Juegos Olímpicos | Juegos Olímpicos | Juegos Olímpicos |
| Año              | Lugar            | Medalla          | Categoría        |
| ---------------- | ---------------- | ---------------- | ---------------- |
| 1980             | Moscú (URSS)     | Medalla de oro   | Por equipos      |
| 1980             | Moscú (URSS)     | Medalla de plata | Individual       |